# 岐阜県セラミックス研究所
岐阜県セラミックス研究所（ぎふけんセラミックスけんきゅうじょ）とは、岐阜県多治見市にある、岐阜県が設置する公設試験研究機関である。

## 概要
- 窯業に関する研究機関であり、陶磁器（美濃焼）の産業振興、新たなセラミックスの開発などに関する総合的な研究開発の拠点である。

## 組織構成
- 研究開発部
- 技術支援部

## 沿革
- 1911年（明治44年） - 岐阜県産業課陶磁器試験分室を設立。土岐郡土岐津町（現・土岐市）の土岐郡立陶器学校の校舎の一部を使用。
- 1914年（大正3年） - 土岐郡立陶器学校の校内に実験室が完成。
- 1924年（大正13年） - 岐阜県陶磁器試験場に改称。
- 1934年（昭和9年） - 多治見市多治見（現・多治見市陶元町）に新築移転。
- 1944年（昭和19年） - 岐阜県窯業指導所に改称。
- 1946年（昭和21年） - 岐阜県陶磁器試験場に改称。
- 1970年（昭和45年） - 現在地に新築移転。
- 1999年（平成11年） - 岐阜県セラミックス技術研究所に改称。
- 2006年（平成18年） - 岐阜県セラミックス研究所に改称。

## 住所
- 岐阜県多治見市星ヶ台3丁目11番地

## 交通アクセス
- JR多治見駅（多治見駅前バスターミナル）より東鉄バス妻木線(タウン滝呂センター経由)、瑞浪＝東駄知＝多治見線(タウン滝呂センター経由)、滝呂台線、学園都市線「総合グランド前」バス停より徒歩約3分。
- 東海環状自動車道土岐南多治見ICより車で約5分。

## その他
- 岐阜県セラミックス研究所のある多治見市の他、土岐市、瑞浪市も美濃焼などの陶磁器の生産が盛んである。これらの市は独自に陶磁器の研究施設（多治見市陶磁器意匠研究所、土岐市立陶磁器試験場、瑞浪市窯業技術研究所）を設置している。